# موريل فرانسيس دانا
موريل فرانسيس دانا (بالإنجليزية: Muriel Frances Dana)‏ هي ممثلة أمريكية، ولدت في 14 أكتوبر 1916 في الولايات المتحدة، وتوفيت بنفس المكان في 25 أغسطس 1997.

## وصلات خارجية
- موريل فرانسيس دانا على موقع IMDb (الإنجليزية)
- موريل فرانسيس دانا على موقع أول موفي (الإنجليزية)
- موريل فرانسيس دانا على موقع قاعدة بيانات الفيلم (الإنجليزية)
- موريل فرانسيس دانا على موقع كينوبويسك (الروسية)